# Mario Marazziti
Mario Marazziti (Roma, 24 aprile 1952) è un dirigente d'azienda, giornalista e politico italiano.
Editorialista per Corriere della Sera, Huffington Post, Avvenire e Famiglia Cristiana. Autore di diversi libri in italiano e in inglese. È stato membro della Commissione Esteri e della Commissione Bicamerale di vigilanza sulla RAI, Presidente del Comitato permanente per i Diritti Umani, Vice presidente della commissione di inchiesta sul sistema di accoglienza e identificazione dei migranti. Successivamente, dal 2015, è stato Presidente della XII Commissione Affari Sociali della Camera dei Deputati nella XVII legislatura. È stato nel board dell'Agenzia per il Grande Giubileo del 2000, dell'Istituto Mediterraneo di Ematologia e della Fondazione Musica per Roma, dall'inaugurazione fino all'ingresso in Parlamento. Nella Comunità di sant'Egidio ha ricoperto il ruolo, non-profit, di Portavoce dagli anni '70 al 2013 ed è co-fondatore della Coalizione Mondiale contro la Pena di morte (WCADP), nata a Roma nel 2002, che raccoglie più di 150 delle maggiori organizzazioni umanitarie del pianeta.

## Biografia
Studioso di storia, filosofia, scienze sociali, dopo 6 anni di insegnamento,  nei licei romani e nell'ateneo napoletano Suor Orsola Benincasa, nel 1980 entra nel Gruppo RAI Radiotelevisione Italiana, dove ricopre incarichi dirigenziali dal 1982 al 2013. Nel 2013 è candidato alle elezioni politiche del 24 e 25 febbraio nella lista di Scelta Civica con Monti per l'Italia nella circoscrizione Lazio 1 della Camera come capolista e viene eletto deputato della XVII Legislatura. Il 10 dicembre 2013 lascia Scelta Civica per dare vita a un progetto politico di matrice popolare. Il 4 luglio 2014 promuove con Lorenzo Dellai, Mario Giro e Paolo Ciani Democrazia Solidale, un movimento politico a forte matrice sociale e europeista, che diventa partito con nome DemoS l'11 ottobre 2018. Dal 21 luglio 2015 al 22 marzo 2018 è stato Presidente della XII Commissione Permanente Affari Sociali della Camera dei Deputati. Dal 2019 l'attività di scrittore e editorialista, attivista dei diritti umani, è prevalente.

## Attività parlamentare e istituzionale
Mario Marazziti è stato Presidente della Commissione Affari sociali della Camera dei Deputati da luglio 2015 a marzo 2018. In precedenza, ha ricoperto il ruolo di presidente del Comitato per i Diritti Umani e vicepresidente della Commissione di inchiesta sul sistema di accoglienza e trattenimento dei migranti.
In qualità di Presidente della Commissione Affari sociali ed esperto di tematiche sociali, Marazziti ha promosso programmi di cooperazione internazionale, rivolgendo particolare attenzione alla sostenibilità e alla riorganizzazione del sistema sanitario per contrastare le malattie croniche, allungare l'aspettativa di vita e gestire le pandemie in Africa, Europa e Estremo Oriente.
È stato promotore della campagna europea per il miglioramento della qualità della vita degli anziani, incentrato sull'assistenza domiciliare e la riduzione dei ricoveri in istituti specializzati.
Nella XVII legislatura tra le leggi che Mario Marazziti ha proposto come primo firmatario o che sono state approvate da almeno uno dei due rami del Parlamento sotto la sua responsabilità come Presidente della Commissione Affari sociali o come Relatore figurano: 
- Disposizioni in materia di sicurezza delle cure e della persona assistita nonché in materia di responsabilità professionale degli esercenti le professioni sanitarie (prevenzione della medicina difensiva)[10].
- Terzo settore e non profit[11].
- Prevenzione degli sprechi alimentari ed uso non-profit e distribuzione di farmaci[11].
- Contrasto alla pratica della tortura[12].
- Il cosiddetto "Dopo di Noi": programma personalizzato di assistenza per le persone affette da disabilità gravi che rimangono da sole dopo la scomparsa dei genitori[13].
- L'istituzione della giornata nazionale della lotta alla povertà[14].
- Trasparenza e il lobbying[15].
- Riforma della governance farmaceutica e dell'innovazione del Sistema sanitario nazionale[16].
- Riforma delle professioni sanitarie[17].
- Regolamentazione della ricerca clinica[18].
- Prevenzione del cyber-bullismo[19].
- Misure per favorire l'invecchiamento attivo.
- Il Servizio civile nazionale[20].
- L'uso terapeutico della cannabis[21].

Come amministratore delegato e presidente (2007-2010) dell'Istituto Mediterraneo di Ematologia, ha promosso programmi di “diplomazia sanitaria” e progetti di cooperazione con l’Egitto, la Siria, l’Iraq, il Kurdistan, la Cina meridionale, nonché programmi di formazione per professionisti del settore sanitario destinati a dottori, infermieri e personale sanitario attivi in Medio oriente, Africa ed Europa orientale.
E' Co-fondatore della Coalizione mondiale contro la pena di morte (WCADP) e membro del suo comitato direttivo fin dal 2002, anno della sua fondazione. Dal 2011 al 2013 ha ricoperto il ruolo di vice presidente.
Coordinatore internazionale della campagna mondiale per una moratoria globale delle esecuzioni e per l’abolizione della pena di morte, ha compiuto grandi sforzi per impegnare gli stati europei a implementare i principi della Carta di Nizza, promuovendo eventi e la consapevolezza sociale con il coinvolgimento della società civile, di università, accademici, opinionisti, giovani e consigli comunali, coinvolgendo soggetti a livello istituzionale, parlamentare e governativo.
È coordinatore delle Conferenze internazionali dei ministri della Giustizia contro la pena di morte e ha dato, in qualità di rappresentante del governo italiano per la “task force” abolizionista presso l’Assemblea generale delle Nazioni Unite, un importante contributo al raggiungimento di risultati cruciali nella campagna internazionale per l’approvazione della Risoluzione ONU per una Moratoria universale (2007, 2008, 2010, 2012, 2014, 2016). Ha svolto un ruolo chiave nel processo che ha portato ad alcune abolizioni nazionali (dalla Mongolia al Cile, fino agli Stati federali del Nuovo Messico, New Jersey, Illinois, Nebraska ed arrivando ad alcuni paesi africani), promuovendo anche la nascita della Coalizione caraibica per la vita. Con l’aiuto del governo italiano e di alcune ONG, Marazziti ha giocato un ruolo cruciale nel fermare la produzione e l’uso di sodium thiopental nelle esecuzioni capitali, una delle tre droghe usate per le iniezioni letali. Da allora, 20 aziende farmaceutiche si sono unite al boicottaggio ed oggi l’intero protocollo relativo alle iniezioni letali è in difficoltà.
È il coordinatore internazionale della Campagna mondiale per la Moratoria universale e l’abolizione della pena di morte del movimento internazionale “Cities for Life – Cities Against the Death Penalty”, che raccoglie oltre 2000 città nel mondo.
Per il suo impegno nell’avanzamento dei Diritti umani, è stato nominato cittadino onorario della città di Matera, patrimonio UNESCO e capitale europea della Cultura 2018, nella stessa occasione in cui è stato premiato anche Michail Gorbaciov.

## Incarichi svolti
- 2023-         Condirettore del quotidiano "L'Unità"
- 2020-2023 Presidente Istituti Riuniti ASP.
- 2018-2019 Commissario PULDR.
- 2013-2018 Membro del Parlamento Italiano.
- 2007-2010 CEO dell’Istituto Mediterraneo di Ematologia, IME.
- 2004-2013 Membro del consiglio d’amministrazione della Fondazione Musica per Roma.
- 1998-2001 Membro del consiglio d’amministrazione dell’Agenzia per il Grande Giubileo dell’anno 2000.
- 1982-2013 Dirigente RAI, Radiotelevisione italiana: Direttore dell’editoria e multimedia; Affari istituzionali e relazioni esterne, Dirigente; Religioni e vaticano, Vicedirettore; Cultura, Dirigente.

## Opere
- Oltre il mito. Gli stranieri in Italia (Brescia, 1990);
- I Papi di carta. Nascita e svolta dell'informazione religiosa (Genova, 1990);
- Uno straordinario vivere (Casale Monferrato, 1993);
- Non uccidere. Perché è necessario abolire la pena di morte(Milano, 1998);
- Mozambico. Il futuro è possibile (Milano, 2003);
- Eurafrica. Quello che non si dice sull'immigrazione. Quello che si potrebbe dire sull'Europa (Milano, 2004);
- La città di tutti. Diario sociale di una grande città (Milano, 2004);
- Non c’è giustizia senza vita (Milano, 2013);
- Thirteen Ways of Looking at the Death Penalty (New York, 2015);
- Life. Da Caino al Califfato (Milano, 2016);
- La luce in fondo al tunnel. Una bussola per vivere nella globalizzazione , conversazione inedita col sociologo polacco Zygmunt Bauman in Zygumnt Bauman, (Cinisello Balsamo, 2018);
- Porte aperte (Piemme, 2019);
- La grande occasione (Piemme, 2021).